# 久喜市
久喜市（くきし）は、埼玉県の東部に位置する市。人口は約15万人で、新座市に次ぐ県内11位。東京都市圏（東京通勤圏）に属する。

## 地理

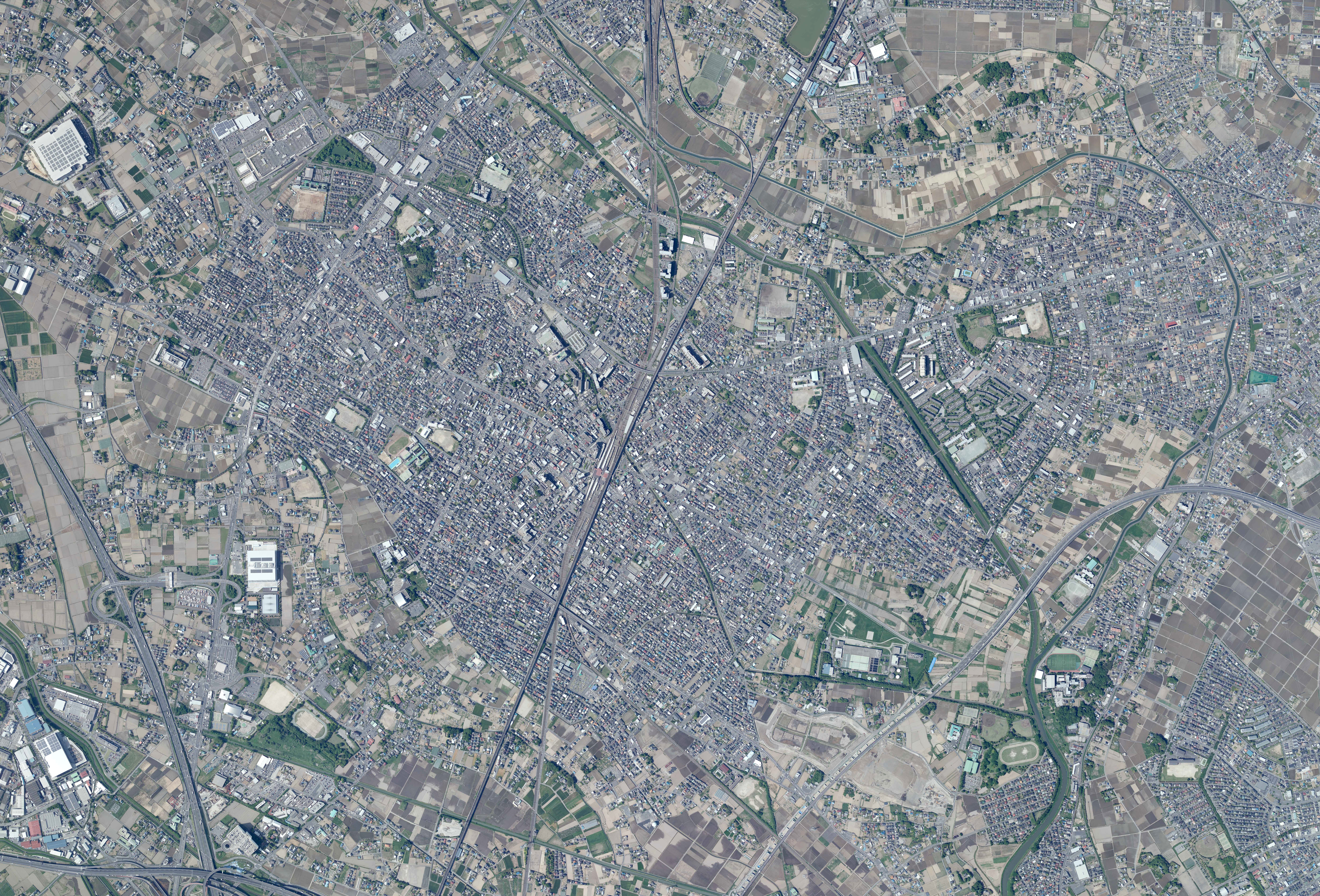
久喜市中心部周辺の空中写真。2021年5月6日撮影の15枚を合成作成。。

埼玉県東部に位置し、東京都心までは約50 km。市域は東西に約15.6 km、南北に約13.2 kmで、面積は約82.41 km2。関東平野の加須低地・中川低地にあり、市全域は概ね平坦であるが、中心市街地（久喜地区）、栗橋地区、鷲宮地区には、微高地になっている場所もある。市の北東側を利根川が、南西側を元荒川が流れる。隣接自治体は10市町あり、県内では秩父市の15、さいたま市の12、川越市の11に次ぎ飯能市と同数である。
久喜地区西部を東北自動車道が縦貫し、久喜インターチェンジがある。インターチェンジが接続するのは埼玉県道3号さいたま栗橋線で、鷲宮地区を通り北東部の栗橋地区で国道125号に接続している。栗橋地区には国道4号も通り、栗橋交差点で国道125号と接続する。南西部の菖蒲地区には国道122号騎西菖蒲バイパスが通り、菖蒲北交差点で国道122号と交差する埼玉県道12号川越栗橋線は鷲宮地区に通じて埼玉県道3号さいたま栗橋線と接続している。市域では首都圏中央連絡自動車道（圏央道）が通過しており、2015年（平成27年）10月31日に菖蒲パーキングエリア - 久喜白岡ジャンクション間を含む市内区間が全通した。圏央道を含めれば4本の国道が通る市である。
鉄道は東日本旅客鉄道（JR東日本）東北本線（路線愛称宇都宮線、以下「宇都宮線」で表記）、東武鉄道伊勢崎線・日光線の3路線が通り、久喜地区の久喜駅でJR宇都宮線と東武伊勢崎線が、栗橋駅でJR宇都宮線と東武日光線が接続する。そのほか、栗橋地区に東武日光線南栗橋駅、鷲宮地区に東武伊勢崎線鷲宮駅とJR宇都宮線東鷲宮駅が所在する。
鷲宮神社、権現堂公園、菖蒲城址（城址あやめ園）や日光街道の栗橋宿などの史跡・名勝がある。鷲宮地区には古利根川によって形成された鷲宮砂丘（内陸砂丘、中川低地の河畔砂丘群）がある。内陸砂丘は日本国内には少なく、2014年（平成26年）に埼玉県指定天然記念物に指定された。また久喜地区には青毛砂丘があり、栗橋地区にも同じように形成された高柳砂丘がある。久喜地区には久喜断層の存在が推定されている。
旧久喜市の地理（2010年3月22日以前）
- 面積は25.35 km2。標高は13 m以下で平坦。人口は約7万1000人。
- 市域には高速道路を除き国道がなかった。

### 気候
| 久喜（1991年 - 2020年）の気候      | 久喜（1991年 - 2020年）の気候 | 久喜（1991年 - 2020年）の気候 | 久喜（1991年 - 2020年）の気候 | 久喜（1991年 - 2020年）の気候 | 久喜（1991年 - 2020年）の気候 | 久喜（1991年 - 2020年）の気候 | 久喜（1991年 - 2020年）の気候 | 久喜（1991年 - 2020年）の気候 | 久喜（1991年 - 2020年）の気候 | 久喜（1991年 - 2020年）の気候 | 久喜（1991年 - 2020年）の気候 | 久喜（1991年 - 2020年）の気候 | 久喜（1991年 - 2020年）の気候 |
| 月                                 | 1月                           | 2月                           | 3月                           | 4月                           | 5月                           | 6月                           | 7月                           | 8月                           | 9月                           | 10月                          | 11月                          | 12月                          | 年                            |
| ---------------------------------- | ----------------------------- | ----------------------------- | ----------------------------- | ----------------------------- | ----------------------------- | ----------------------------- | ----------------------------- | ----------------------------- | ----------------------------- | ----------------------------- | ----------------------------- | ----------------------------- | ----------------------------- |
| 最高気温記録 °C （°F）             | 18.3 (64.9)                   | 24.2 (75.6)                   | 26.9 (80.4)                   | 30.7 (87.3)                   | 34.6 (94.3)                   | 38.7 (101.7)                  | 39.2 (102.6)                  | 39.9 (103.8)                  | 37.7 (99.9)                   | 32.7 (90.9)                   | 26.1 (79)                     | 25.0 (77)                     | 39.9 (103.8)                  |
| 平均最高気温 °C （°F）             | 9.4 (48.9)                    | 10.4 (50.7)                   | 13.9 (57)                     | 19.5 (67.1)                   | 23.9 (75)                     | 26.5 (79.7)                   | 30.4 (86.7)                   | 31.8 (89.2)                   | 27.6 (81.7)                   | 21.9 (71.4)                   | 16.5 (61.7)                   | 11.6 (52.9)                   | 20.3 (68.5)                   |
| 日平均気温 °C （°F）               | 3.6 (38.5)                    | 4.6 (40.3)                    | 8.1 (46.6)                    | 13.4 (56.1)                   | 18.4 (65.1)                   | 21.8 (71.2)                   | 25.5 (77.9)                   | 26.7 (80.1)                   | 22.9 (73.2)                   | 17.2 (63)                     | 11.1 (52)                     | 5.8 (42.4)                    | 14.9 (58.8)                   |
| 平均最低気温 °C （°F）             | −1.6 (29.1)                   | −0.7 (30.7)                   | 2.6 (36.7)                    | 7.7 (45.9)                    | 13.6 (56.5)                   | 18.0 (64.4)                   | 21.9 (71.4)                   | 22.9 (73.2)                   | 19.2 (66.6)                   | 13.0 (55.4)                   | 6.1 (43)                      | 0.6 (33.1)                    | 10.3 (50.5)                   |
| 最低気温記録 °C （°F）             | −9.4 (15.1)                   | −10.6 (12.9)                  | −4.6 (23.7)                   | −2.0 (28.4)                   | 3.7 (38.7)                    | 10.6 (51.1)                   | 14.1 (57.4)                   | 14.9 (58.8)                   | 9.0 (48.2)                    | 3.2 (37.8)                    | −2.9 (26.8)                   | −6.7 (19.9)                   | −10.6 (12.9)                  |
| 降水量 mm （inch）                 | 43.2 (1.701)                  | 38.6 (1.52)                   | 82.0 (3.228)                  | 99.5 (3.917)                  | 124.2 (4.89)                  | 142.7 (5.618)                 | 147.3 (5.799)                 | 146.8 (5.78)                  | 199.2 (7.843)                 | 190.9 (7.516)                 | 65.4 (2.575)                  | 41.6 (1.638)                  | 1,321.4 (52.024)              |
| 平均降水日数 （≥1.0 mm）           | 3.9                           | 4.8                           | 8.5                           | 9.2                           | 10.3                          | 11.6                          | 11.6                          | 8.4                           | 11.3                          | 10.1                          | 6.3                           | 4.3                           | 100.3                         |
| 平均月間日照時間                   | 204.3                         | 191.0                         | 191.5                         | 188.7                         | 187.6                         | 132.4                         | 150.8                         | 178.6                         | 136.3                         | 140.9                         | 162.1                         | 186.0                         | 2,050.2                       |
| 出典1：Japan Meteorological Agency |                               |                               |                               |                               |                               |                               |                               |                               |                               |                               |                               |                               |                               |
| 出典2：気象庁                      |                               |                               |                               |                               |                               |                               |                               |                               |                               |                               |                               |                               |                               |

### 人口
2005年の国勢調査で15万4684人を記録して以降、市全体としては減少傾向にある。一方で旧市町別では、旧栗橋町と旧鷲宮町が増加傾向にある。
| |                                        |  |
| 久喜市と全国の年齢別人口分布（2005年） | 久喜市の年齢・男女別人口分布（2005年） |  |
| ■紫色 ― 久喜市 ■緑色 ― 日本全国 | ■青色 ― 男性 ■赤色 ― 女性              |  |
| 久喜市（に相当する地域）の人口の推移 \| 1970年（昭和45年） \| 74,477人 \| \| \| 1975年（昭和50年） \| 100,629人 \| \| \| 1980年（昭和55年） \| 114,920人 \| \| \| 1985年（昭和60年） \| 125,923人 \| \| \| 1990年（平成2年） \| 141,400人 \| \| \| 1995年（平成7年） \| 151,756人 \| \| \| 2000年（平成12年） \| 154,292人 \| \| \| 2005年（平成17年） \| 154,684人 \| \| \| 2010年（平成22年） \| 154,335人 \| \| \| 2015年（平成27年） \| 152,311人 \| \| \| 2020年（令和2年） \| 150,582人 \| \| |                                        |  |
| 総務省統計局 国勢調査より |                                        |  |
| 1970年（昭和45年） | 74,477人                               |  |
| 1975年（昭和50年） | 100,629人                              |  |
| 1980年（昭和55年） | 114,920人                              |  |
| 1985年（昭和60年） | 125,923人                              |  |
| 1990年（平成2年） | 141,400人                              |  |
| 1995年（平成7年） | 151,756人                              |  |
| 2000年（平成12年） | 154,292人                              |  |
| 2005年（平成17年） | 154,684人                              |  |
| 2010年（平成22年） | 154,335人                              |  |
| 2015年（平成27年） | 152,311人                              |  |
| 2020年（令和2年） | 150,582人                              |  |

### 河川
- 見沼代用水
  - 中島用水路（黒沼笠原用水）
    - 黒沼用水、笠原沼用水
- 新川用水
- 中落堀川
- 蓮ヶ原川
- 本一用水
- 馬場用水
- 高田堀
- 青毛堀川
- 青毛新堀川
- 葛西用水路
- 大落古利根川
- 天王新堀
- 稲荷台用水
- 平沼落川
- 流作水路
- 掛堀用水
- 椎名落川
- 新規堀用水
- 中堀落川
- 仏供田落
- 星川
- 備前前堀川
- 備前堀川
- 庄兵衛堀川
- 姫宮落川
- 江面落川
- 大谷落
- 江川落堀川
- 中田落
- 馬立用水
- 芝原用水
- 塚堀用水
- 磯沼落
- 新北落
- 外谷落
- 五ヶ村落
- 樋ノ上用水
- 八ヶ村落（備前堀八ヶ村落）
- 元荒川
- 野通川
- 西浦用水
- 上田用水
- 栢間赤堀
- 幹線堀
- 栢間堀川（中落堀）
- 小川落
- 新堀落
- 附廻堀悪水路
- 沼落悪水路（三間堀）
- 西堀用水
- 十王排水路
- 稲荷木落排水路
- 広島落（広島落排水路）
- 大堀排水路
- 大排水路
- 島中幹線用水路（島中領用水路）
- 島川堀（島川堀排水路）
- 二重堀（二重堀排水路）
- 重兵衛堀排水路
- 松永落
- 高柳用水路
- 樋堀用水路
- 行幸用水路
- 仁蔵堀用水路（仁藤堀用水路）
- 佐川用水路
- 十王堀用水路
- 高揚用水路
- 利根川
- 権現堂川
- 中川
- 北側用水路（北側用排水路）
- 江川堀
- 大中落悪水路
- 中落悪水路

### 湖沼
- 昭和沼
- 清久大池
- 清久西池
- 天神池
- 行幸湖
- 弦代公園調整池
- 沼井公園調整池
- 光天之池
- 宝泉寺池
- 雷電池
- 内池
- 宝治戸池
- 弁天沼
- 小林沼
- 栢間沼

### その他
- 久喜断層
- 鷲宮砂丘
- 青毛砂丘
- 高柳砂丘

### 旧久喜町
ここに記した旧久喜町は1954年（昭和29年）7月1日合併以前の町域を対象としており、他の地区に関しては太田村、清久村、江面村の項を参照されたい。

#### 人口
- 1879年（明治12年） - 約2100人[7]
- 1954年（昭和29年）7月 - 約9300人[7]

#### 面積
- 3.51km2[7]

## 歴史
戦国時代には、二代目古河公方足利政氏が、1518年（永正15年）に現在の本町六丁目にある館に隠居し、1519年（永正16年）この館を寺院に変え甘棠院とした。また、政氏は1531年（享禄4年）に没するまでここで余生を全うした。江戸時代には三河譜代米津政武がこの地に陣屋を設け久喜藩が立藩された。日光街道への道筋や、常陸・下総方面への道が通じていたことから産業が発達し、職人や商人の街として、物資流通が盛んに行われた。

### 沿革
- 縄文時代 - 御陣山遺跡付近に住居跡や石器などを残す。
- 建長4年（1252年） - 賢信の中興とし光明寺が置かれる。
- 永正16年（1519年） - 甘棠院が開山される。
- 大永3年（1523年） - 天王院が開山される。
- 天正8年（1580年） - 光明寺が正式に開山する。
- 万治3年（1660年） - 葛西内水路竣工。
- 元文5年（1740年） - 済興寺が蓋天により開かれる。
- 天明3年（1783年） - 提燈祭りが始まる。
- 享和3年（1803年） - 久喜に遷善館が作られる。
- 明治2年1月28日（1869年3月10日） - 武蔵知県事・宮原忠治の管轄区域をもって大宮県が発足（県庁は日本橋馬喰町）。ほか旧市域では岩槻県・忍県・小菅県に属した村もあった。
- 明治2年9月29日（1869年11月2日） - 県庁が浦和に移転し、大宮県から浦和県に改称。
- 明治4年11月14日（1871年12月25日） - 浦和県・忍県・岩槻県の3県が合併して埼玉県が誕生。
- 明治5年（1872年） - 久喜郵便局が設立される。
- 1873年（明治6年） - 久喜学校が設立される。
- 1874年（明治7年） - 早明学校が設立される。
- 1878年（明治11年） - 久喜に大火が起こる。郡区町村編制法施行に伴い、埼玉郡が分割され南埼玉郡の所属となる。
- 1885年（明治18年）7月16日 - 日本鉄道第二支線（後の東北本線、現在のJR宇都宮線）久喜駅が開業する。
- 1889年（明治22年）4月1日 - 町村制施行に伴い、南埼玉郡久喜本町・久喜新町・上早見村が合併し、久喜町が成立。
- 1898年（明治31年）3月1日 - 久喜銀行が設立される。
- 1899年（明治32年）8月27日 - 東武伊勢崎線の開通により久喜駅が開業、日本鉄道第二支線と接続する。
- 1903年（明治36年） - 久喜駅前に取締巡査が置かれる。
- 1907年（明治40年）4月12日 - 久喜商工会が設立される。
- 1908年（明治41年） - 電話線開通。
- 1910年（明治43年） - 関東大水害により大水が発生する。
- 1912年（大正元年）[元号要検証] - 電燈が設置される。
- 1919年（大正8年） - 久喜実科高等女学校（現・埼玉県立久喜高等学校）開校。
- 1947年（昭和22年） - カスリーン台風により水害が起こる。
- 1948年（昭和23年） - 農業協同組合が久喜に設立される。
- 1954年（昭和29年）7月1日 - 南埼玉郡久喜町・太田村・江面村・清久村が合併し、新たな久喜町が成立。
- 1961年（昭和36年）
  - 1月26日 - 公益法人久喜町商工会が設立される。
  - この年、上水道が設置される。
- 1962年（昭和37年） - 屎尿処理場（現・埼玉県利根川流域古利根川処理センター）が竣工。
- 1963年（昭和38年） - 埼玉県立久喜工業高等学校開校。
- 1964年（昭和39年）9月19日 - 町章（後の市章）が制定される。
- 1965年（昭和40年） - 埼玉県立園芸試験場設立。
- 1967年（昭和42年） - 県道大宮栗橋線（現・埼玉県道3号さいたま栗橋線）開通。
- 1970年（昭和45年） - 久喜地区消防組合設立。
- 1971年（昭和46年）10月1日 - 市制施行により久喜市となる（当時の人口：3万5936人）。また、久喜市民憲章・久喜市民歌（『喜びの街』）・新久喜音頭が発表される。
- 1972年（昭和47年）11月13日 - 東北自動車道岩槻インターチェンジ - 宇都宮インターチェンジ間暫定開通に伴い、久喜インターチェンジ開設。
- 1974年（昭和49年）
  - 久喜青葉団地完成。青葉公園が久喜市に帰属する。
  - 10月 - 市制施行3周年を記念し、市民の花（梨の花）・市民の木（いちょう）が指定される。
- 1976年（昭和51年） - 久喜市立久喜東中学校開校。埼玉県道153号幸手久喜線の跨線橋「丸島大橋」が竣工。
- 1977年（昭和52年） - 久喜菖蒲工業団地完成。
- 1980年（昭和55年） - 新市庁舎完成。清久工業団地完成。埼玉県立久喜図書館設立。
- 1981年（昭和56年） - 清久公園などが完成し、久喜市に帰属を受ける。
- 1987年（昭和62年） - 久喜総合文化会館完成。久喜市立図書館設置。
- 1989年（平成元年）7月1日 - 「人間尊重・平和都市」宣言がなされる。
- 1990年（平成2年）
  - 3月10日 - 地内を通る東北本線に「宇都宮線」の愛称を制定、使用開始される。
  - 月日不明 - 久喜市民プール開業。児童センター開設。サリアビル（現、クッキープラザ）オープン。
- 1991年（平成3年） - 中央公民館竣工。
- 1992年（平成4年）
  - 4月 - 久喜市勤労福祉センター開設。
  - 10月 - 吉羽公園設置。
- 1993年（平成5年）
  - 4月 - 東京理科大学に経営学部が新設されたことに伴い、東京理科大学久喜キャンパスが開校する（2016年撤退）。
  - 9月 - 久喜市総合体育館開設。
  - 10月 - 久喜市公文書館開設、公文書公開制度開始。
  - 12月 - 新駅前通り（久喜駅西口）開通。
- 1994年（平成6年）
  - 4月 - 市内循環バス営業開始、防災行政無線開始。
  - この年 - 久喜駅東口の自転車駐輪場が営業開始。
- 1995年（平成7年）
  - 5月 - けやきの木共同作業所開設。
  - 10月 - 第16回国勢調査（人口：7万2630人）。
- 1996年（平成8年）4月 - 久喜市立東公民館開設、清久西池の市営釣り場が営業開始。
- 1997年（平成9年）
  - 4月 - 久喜地区消防組合に南埼玉郡宮代町が加入する。大学院修士課程として、東京理科大学経営学研究科が久喜において新設。
  - 12月 - 市ホームページ開設。
  - エンゼル公園竣工。
- 1998年（平成10年）
  - 10月1日 - 古久喜公園開園。
  - この年 - ふれあいセンター久喜が開設される。田園都市づくり協議会による公共施設の相互利用が開始される。市長への手紙・FAX・Eメールが開始される。
- 1999年（平成11年） - ふるさと農園久喜（緑風館）開設。市がISO14001を取得する。
- 2000年（平成12年） - 子ども芸術祭が開催される。
- 2001年（平成13年）
  - 3月 - 養護老人ホーム皆楽荘が全面改築・移転される。
  - 8月 - 清久コミュニティーセンター・西公民館が開設される。
  - この年 - 久喜駅東口広場の改修工事が竣工。市制施行30周年記念式典が催される。
- 2002年（平成14年）4月 - 市役所LANの運営開始。
- 2003年（平成15年） - 市内循環バスのルート改正および車両変更がなされる。
- 2004年（平成16年）10月23日 - 17時56分の新潟県中越地震で、久喜市内では大字下早見で震度5弱を観測。
- 2005年（平成17年）2月23日 - 香取公園が開園する。
- 2006年（平成18年）3月18日 - 東武伊勢崎線の東京メトロ半蔵門線・東急田園都市線への相互直通運転区間が久喜駅まで延長される。
- 2009年（平成21年）
  - 5月28日 - 久喜市・南埼玉郡菖蒲町・北葛飾郡栗橋町・鷲宮町の合併協定調印式が行われる。
  - 7月22日 - 久喜市・菖蒲町・栗橋町・鷲宮町が埼玉県知事に合併の申請を行う。
  - 10月15日 - 埼玉県議会において、久喜市・菖蒲町・栗橋町・鷲宮町の合併の議案が可決される。
  - 10月19日 - 埼玉県知事が久喜市・菖蒲町・栗橋町・鷲宮町の合併を決定する。
  - 11月10日 - 総務大臣が久喜市・菖蒲町・栗橋町・鷲宮町の合併を告示する。
- 2010年（平成22年）
  - 3月23日 - 久喜市・菖蒲町・栗橋町・鷲宮町が合併し、新たに久喜市が発足。また、加須市との公共施設の相互利用が開始される。
  - 11月7日 - 久喜市合併記念式典において市章が発表される。
- 2011年（平成23年）
  - 3月11日 - 東日本大震災が発生。市内では震度5強を観測し、液状化現象により南栗橋地区の新興住宅地約130戸で住宅や電柱の傾き、上下水道の配管破損、道路の隆起などが起こる[8][9]。
  - 3月26日 - 埼玉県道85号春日部久喜線の跨線橋が開通する。
  - 4月 - 上早見418番地の1に埼玉県厚生農業協同組合連合会 久喜総合病院が開院。
  - 4月23日 - 「久喜まちの駅」がオープン。
  - 5月29日 - 首都圏中央連絡自動車道（圏央道）の久喜白岡ジャンクション - 白岡菖蒲インターチェンジ間が開通。
- 2012年（平成24年）
  - 3月20日 - 久喜市の花（コスモス）・木（イチョウ）・歌（『笑顔のまち永遠なれ』）が制定される[10][11]。
  - 6月29日 - 久喜市商工会・菖蒲商工会・鷲宮商工会・栗橋商工会の合併基本協定書調印式が行われる。
  - 7月 - 埼玉利根保健医療圏医療連携推進協議会による「とねっと」の本格運用が開始される。
- 2013年（平成25年）
  - 1月8日 - 栗原なかよし広場が開園する。
  - 4月1日 - 消防が広域化し、埼玉東部消防組合となる。また、加須市との公共施設の相互利用が拡大される。
  - 12月1日、久喜市商工会が菖蒲商工会・鷲宮商工会・栗橋商工会を合併。旧3町の商工会は支所となる。
- 2015年（平成27年）
  - 3月29日 - 首都圏中央連絡自動車道（圏央道）の久喜白岡ジャンクション - 境古河インターチェンジ間が開通。
  - 10月31日 - 首都圏中央連絡自動車道（圏央道）の桶川北本インターチェンジ - 白岡菖蒲インターチェンジ間が開通し、菖蒲パーキングエリア開設。これにより圏央道の市内区間が全通。
- 2016年（平成28年）3月 - 東京理科大学経営学部が東京都千代田区へ全面移転、久喜キャンパスが閉鎖。校舎が立地するキャンパス東側の土地・建物は市が大学から無償譲渡を受け、新たに学校給食センターを建設[12]。グラウンドを中心とした西側の敷地約8万2000 m2にはESRがマルチテナント型の物流施設（ESR久喜ディストリビューションセンター）を建設[13]。
- 2017年（平成29年）11月25日 - 南栗橋地区の液状化対策工事が完成。再液状化しにくくなる地下水位低下工法で排水を開始[14]。
- 2023年（令和5年）3月31日 - 圏央道の久喜白岡JCT～幸手IC間が4車線化[15]。市内区間[注釈 3]は全線4車線となった。

### 平成の大合併における動向
- 2003年（平成15年）
  - 久喜市・北葛飾郡鷲宮町による合併協議会が設立され、後に幸手市も合併の意向を示して協議に参加。新市の名前は公募により「桜宮市（さくらのみやし）」に決定したが、住民投票で久喜市のみが反対票が賛成票を上回り、合併協議会は解散という形になり消滅した。[要出典]
- 2004年（平成16年）
  - 北葛飾郡栗橋町・北埼玉郡北川辺町・北埼玉郡大利根町は「東埼玉市」の新設を予定していたが、当時の大利根町の島田徳三が、合併協議会の会長を務めながら大利根町内の反対派の動きを静観したこともあり、9月26日に行われた大利根町の合併の是非を問う投票で反対票が賛成票を上回り、合併協議会は解散した。[要出典]
- 2007年（平成19年）
  - 久喜市・鷲宮町・菖蒲町・白岡町の1市3町による合併協議会が設立され、後に栗橋町も参加の意向を示し協議会に参加。協議の結果、12月12日に久喜市・鷲宮町・栗橋町・菖蒲町の1市3町で、合併新法の期限である2010年3月までに合併を行うことで合意した（白岡町は蓮田市と合併する意向を示し、12月6日付で合併協議から離脱した）。各市町で実施された合併に関する住民意向調査では、全市町において賛成の過半数が確認された。[要出典]
  - また、幸手市も合併協議会に再度参加する意向を表明したものの、協議会側が「市議会の同意」を条件としたことから、合併特例法の期限内に手続きが間に合わないとしてこれを拒否し、[要出典]幸手市は単独で存続することとなった。
  - 合併方式は編入合併ではなく新設合併（対等合併）で、新市名は久喜市、新市庁舎は現在の久喜市役所を使用することとし、3町役場はその町域の総合支所とすることとした。
  - 新市の住所の表示については「大字」を削除した上で、久喜市・栗橋町・鷲宮町では原則として変更なし、菖蒲町では元の大字名の前に「菖蒲町（しょうぶちょう）」を加えることとした[16]。旧市町に重複していた「北」「中央」「東」は旧市町名を冠することとした[16]。また、鷲宮町で交錯していた「わしみや」「わしのみや」の読み方はすべて「わしのみや」に統一することとした[16]。
- 2009年（平成21年）
  - 5月28日、1市3町の首長が合併協定書に調印。[要出典]
- 2010年（平成22年）
  - 3月23日、1市3町が合併し、久喜市が発足した[16]。

## 行政
下記の情報は（新）久喜市と旧久喜市のもの。合併前の旧3町については「菖蒲町」「栗橋町」「鷲宮町」を参照。
久喜市 歴代市長
| 代 | 氏名     | 就任          | 退任          | 期・備考 |
| -- | -------- | ------------- | ------------- | -------- |
| 初 | 田中暄二 | 2010年4月25日 | 2014年4月24日 | 2期      |
| 2  | 田中暄二 | 2014年4月25日 | 2018年4月24日 | 2期      |
| 3  | 梅田修一 | 2018年4月25日 |               |          |
久喜市 市長職務執行者
- 中山登司男（2010年3月23日 - 2010年4月25日）※旧菖蒲町長

旧久喜市 歴代市長
| 代 | 氏名       | 就任           | 退任          | 期・備考 |
| -- | ---------- | -------------- | ------------- | -------- |
| 初 | 榎本善兵衛 | 1971年10月1日  | 1974年8月17日 | 2期      |
| 2  | 榎本善兵衛 | 1974年8月18日  | 1977年10月6日 | 2期      |
| 3  | 曷川義光   | 1977年11月27日 | 1981年8月3日  | 1期      |
| 4  | 坂本友雄   | 1981年9月6日   | 1985年9月5日  | 4期      |
| 5  | 坂本友雄   | 1985年9月6日   | 1989年9月5日  | 4期      |
| 6  | 坂本友雄   | 1989年9月6日   | 1993年9月5日  | 4期      |
| 7  | 坂本友雄   | 1993年9月6日   | 1997年9月5日  | 4期      |
| 8  | 田中暄二   | 1997年9月6日   | 2001年9月5日  | 4期      |
| 9  | 田中暄二   | 2001年9月6日   | 2005年9月5日  | 4期      |
| 10 | 田中暄二   | 2005年9月6日   | 2009年9月5日  | 4期      |
| 11 | 田中暄二   | 2009年9月6日   | 2010年3月22日 | 4期      |
旧久喜町 歴代町長（※1954年7月1日以降）
| 代 | 氏名       | 就任          | 退任          | 期・備考 |
| -- | ---------- | ------------- | ------------- | -------- |
| 初 | 橋本亮     | 1954年8月18日 | 1958年8月17日 | 2期      |
| 2  | 橋本亮     | 1958年8月18日 | 1962年8月17日 | 2期      |
| 3  | 榎本善兵衛 | 1962年8月18日 | 1966年8月17日 | 3期      |
| 4  | 榎本善兵衛 | 1966年8月18日 | 1970年8月17日 | 3期      |
| 5  | 榎本善兵衛 | 1970年8月18日 | 1971年9月30日 | 3期      |

### 広域行政
一部事務組合
- 埼玉東部消防組合：加須市、幸手市、白岡市、北葛飾郡杉戸町、南埼玉郡宮代町とともに消防・救急業務等の運営を行っている（消防広域化前の久喜市は宮代町とともに久喜地区消防組合を組織していた）。
- 久喜宮代衛生組合：南埼玉郡宮代町とともにごみ（一般廃棄物）とし尿の処理を行っている。
- 広域利根斎場組合：加須市、幸手市、南埼玉郡宮代町とともに斎場（メモリアルトネ）運営を行っている。
- 利根川栗橋流域水防事務組合：春日部市、幸手市、北葛飾郡杉戸町、茨城県猿島郡五霞町とともに水防事務を行っている。

協議会
- 田園都市づくり協議会（久喜市・蓮田市・幸手市・白岡市・南埼玉郡宮代町・北葛飾郡杉戸町で構成している。）
- 埼玉利根保健医療圏医療連携推進協議会（とねっと）：利根保健医療圏（行田市・加須市・羽生市・久喜市・蓮田市・幸手市・白岡市・宮代町・杉戸町）内の医師会・自治体、「地域医療再生計画」への提案を行った実施事業者、埼玉県加須保健所・埼玉県幸手保健所で構成し、複数医療施設にまたがる医療情報を共有化して、住民（患者）を中心とした一貫性のある医療サービスを提供している。

## 経済

### 農業
東京の近郊型農業である。低地では稲作、台地では梨の栽培が多い。また苺の栽培もさかんである。最近では減反政策の一環として稲作から蕎麦への転換も進んでおり、これを名産として薦めている。

#### 農産物
- 米
- 梨
- 苺
- 蕎麦
- 麦
- 胡瓜

#### 農業系組合
- 南彩農業協同組合
- 埼玉みずほ農業協同組合
- 久喜市梨組合
- 久喜市胡瓜組合（きゅうり出荷組合）

### 商工業

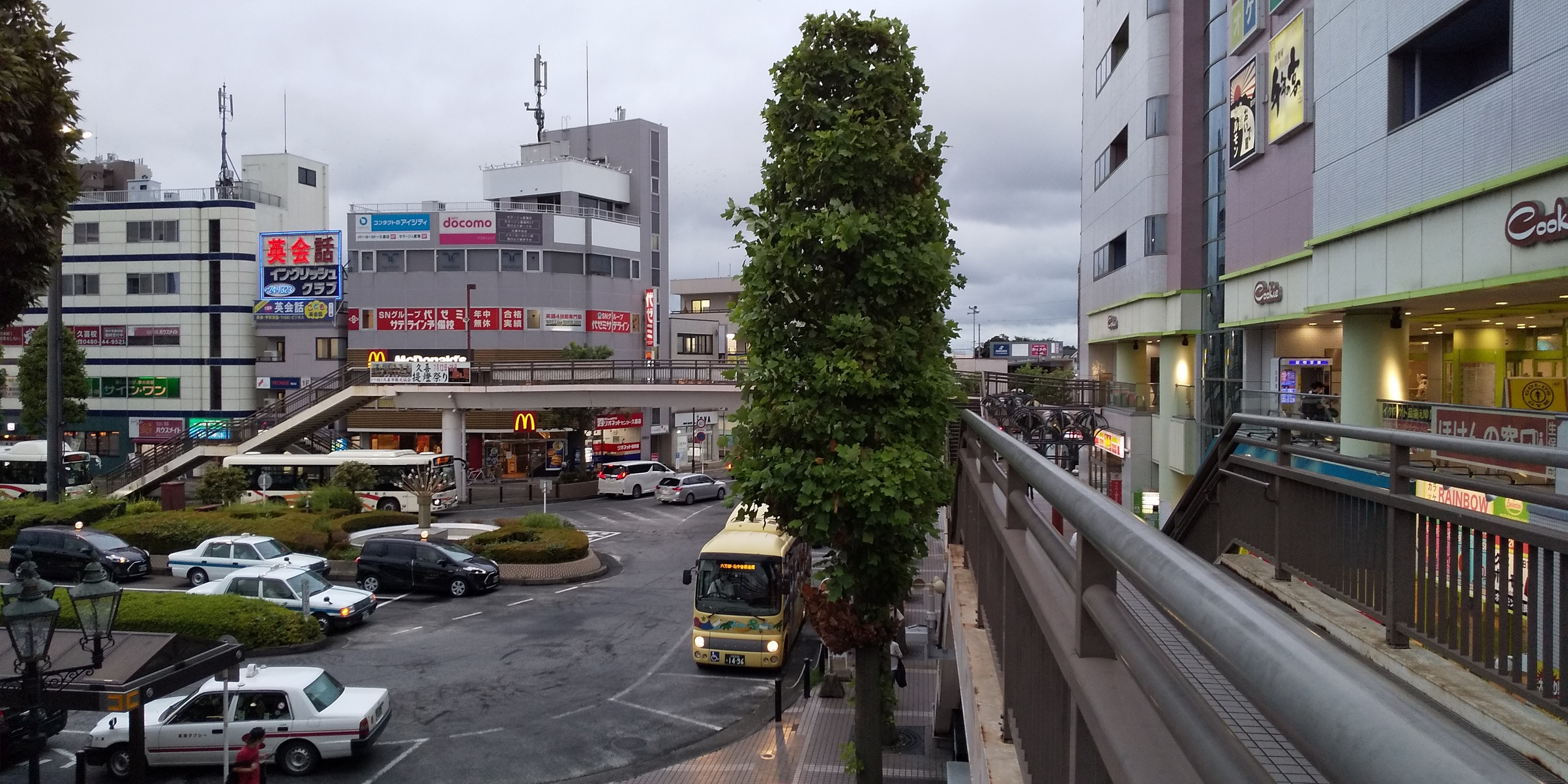
久喜駅西口駅前（2020年10月）

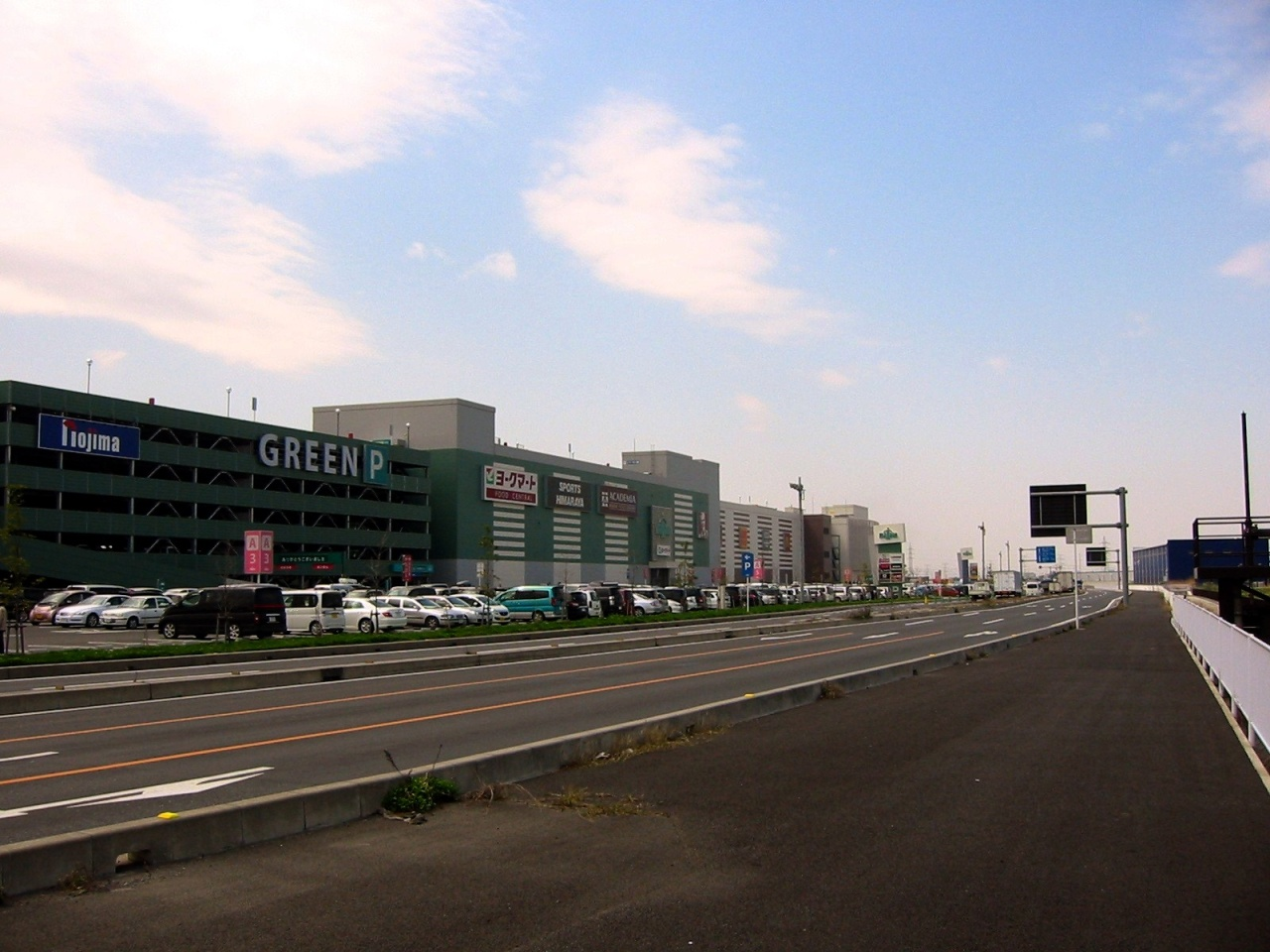
モラージュ菖蒲

久喜地区は商業都市として発展してきたために、古くからの商店も多く、歴史・趣きのある店構えをうかがうこともできる。しかし、そのような商店の店構えも現在は徐々に失われつつある（提灯祭り通り、久喜中央の埼玉県道87号上尾久喜線など）。久喜市は周辺からの道路交通の便がよく、埼玉県道153号幸手久喜線沿線のイトーヨーカドー久喜店（三高ビルに入居）や埼玉県道3号さいたま栗橋線沿線のアリオ鷲宮など、大型小売店の出店も盛んである。近年では国道122号騎西菖蒲バイパス沿線の菖蒲地区北部にも大型商業施設の立地が目立つようになり、2008年に（平成20年）はモラージュ菖蒲が、2010年（平成22年）にはフォレオ菖蒲がそれぞれ開業した。また、商店会ではふれあいカード加盟店で買い物をするとポイントを加算するポイントカードの仕組みを導入している。

#### 商工系組合
- 久喜市商工会
- 菖蒲商工会
- 栗橋商工会
- 鷲宮商工会

#### 商店会
- 一番街商店会
- 愛宕通り商店会
- 新二商店会
- 銀座会商店会
- 中央商店会
- 二番街商店会
- むつみ会商店会
- 江栄会商店会
- 六間通り商店会
- 清栄会商店会
- 青葉団地商店会
- 青葉中央商店会
- 東口大通り商店会
- 東栄会商店会

#### 小売店
- クッキープラザ
- イオン東鷲宮店（東鷲宮ショッピングセンター[17]）

#### その他商業施設
- ボートピア栗橋（競艇場外発売場）

### 名産品
- 地元物産として提灯祭りにちなんだ「ちょうちんサブレ」を市内協力店で販売。また、市内にある洋菓子店、「ケンモック洋菓子店」が販売する「久喜クッキー」も名前のインパクトから話題になった。
- 塩あんびん
- いがまんじゅう

### 工業団地
- 久喜菖蒲工業団地
- 清久工業団地
- 鷲宮産業団地

### 本社がある企業
- 池上金型工業
- イサミ
- エフテック
- 東武インターテック
- ソニーマニュファクチュアリングシステムズ
- 日本鋳鉄管
- 鷲宮ガス

### 金融機関
- みずほ銀行久喜支店
- 埼玉りそな銀行
  - 久喜支店
  - 鷲宮支店
  - 菖蒲支店
  - 栗橋支店
- 武蔵野銀行久喜支店
- 東和銀行久喜青葉支店
- 栃木銀行久喜支店
- 埼玉縣信用金庫久喜支店
- 川口信用金庫
  - 久喜支店
  - 鷲宮支店
  - 栗橋支店
- 南彩農業協同組合（JA南彩）
  - 本店
  - 久喜江面支店
  - 太田支店
  - 清久支店
  - 菖蒲支店
  - 三箇支店
  - 小林支店
  - 栢間支店
  - 寺田支店
- 埼玉みずほ農業協同組合（JA埼玉みずほ）
  - 栗橋支店
  - 桜田支店
  - 鷲宮支店
- ゆうちょ銀行
  - 久喜店（さいたま支店久喜出張所）（久喜郵便局）

## マスメディア

### テレビ
- J:COM 埼玉県央（ケーブルテレビ） - 久喜市南に所在。旧久喜市は中心市街地と東部、旧鷲宮町は全域が放送エリア[18]。
- ケーブルテレビ久喜 - 栗橋東に所在。旧栗橋町、旧菖蒲町、旧鷲宮町のそれぞれ全域が放送エリア[19]。

### ラジオ
- 菖蒲町三箇にNHK菖蒲久喜ラジオ放送所があり、NHK放送センターのラジオ第1（関東地方）とラジオ第2（関東地方・静岡県伊豆地方）の送信所などがある。

## 国際交流

### 姉妹都市
- ローズバーグ市（アメリカ合衆国オレゴン州ダグラス郡）

2015年（平成27年）8月2日に姉妹都市提携を調印。中学生や成人の交流を行っている。

## 地域

### 健康
- 平均年齢：45.0歳（男44.1歳、女46.0歳、2012年〈平成24年〉1月1日時点）

#### 病院
2021年（令和3年）現在、久喜市内の病院には産婦人科が設置されておらず、久喜市在住の妊婦は近隣の白岡市や幸手市などで出産しなければならないという事態が発生している。そのため、久喜市では市内で産婦人科を開設・再開する医師を募集している。
- 愛生会内科・婦人科クリニック[22]
- 新井病院
- 久喜すずのき病院
- 高木病院
- 土屋小児病院
- 蓮江病院
- 新久喜総合病院
- 東鷲宮病院
- 栗橋病院

### 住宅団地
- 県営鷲宮くずめ住宅
- URわし宮団地
- 県営栗橋しづか住宅
- 県営栗橋道上住宅
- 県営菖蒲寺田住宅
- 県営久喜青葉団地（久喜青葉住宅）
- UR久喜青葉団地（久喜青葉住宅）
- 県営鷲宮金山住宅
- UR久喜パークタウン

### 教育

#### 学校教育
幼稚園
- 青葉台あけぼの幼稚園（夢川学園）
- あけぼの東幼稚園（夢川学園）
- 久喜あおば幼稚園（川瀬学園）
- 久喜市立中央幼稚園
- 久喜みなみ幼稚園（東洋学園）
- 菖蒲幼稚園（聖光学園）
- 長龍寺幼稚園（若葉学園）
- 久喜市立栗橋幼稚園
- 認定こども園こどもむら 栗橋さくら幼稚園（柿沼学園）
- 栗橋白百合幼稚園（白百合学園）
- 鷲宮幼稚園（霊樹寺学園）
- 桜田幼稚園（青木学園）
- 鷲宮誠心幼稚園
- 銀の笛幼稚園（龍崎学園）
- 桜ケ丘幼稚園

小学校
- 久喜市立青毛小学校
- 久喜市立青葉小学校
- 久喜市立江面小学校
- 久喜市立太田小学校
- 久喜市立清久小学校
- 久喜市立久喜北小学校
- 久喜市立久喜小学校
- 久喜市立久喜東小学校
- 久喜市立本町小学校
- 久喜市立小林小学校
- 久喜市立栢間小学校
- 久喜市立三箇小学校
- 久喜市立菖蒲小学校
- 久喜市立菖蒲東小学校
- 久喜市立栗橋西小学校
- 久喜市立栗橋南小学校
- 久喜市立栗橋小学校
- 久喜市立上内小学校
- 久喜市立桜田小学校
- 久喜市立砂原小学校
- 久喜市立東鷲宮小学校
- 久喜市立鷲宮小学校

中学校
- 久喜市立久喜中学校
- 久喜市立久喜東中学校
- 久喜市立久喜南中学校
- 久喜市立太東中学校
- 久喜市立菖蒲中学校
- 久喜市立栗橋東中学校
- 久喜市立栗橋西中学校
- 久喜市立鷲宮西中学校
- 久喜市立鷲宮東中学校
- 久喜市立鷲宮中学校

高等学校
- 埼玉県立久喜工業高等学校
- 埼玉県立久喜高等学校
- 埼玉県立久喜北陽高等学校
- 埼玉県立栗橋北彩高等学校
- 埼玉県立鷲宮高等学校

専修学校
- 社団法人南埼玉郡市医師会久喜看護専門学校

特別支援学校
- 埼玉県立久喜特別支援学校

閉校となった学校
- 明倫館
- 久喜町立太田中学校
- 久喜町立清久中学校
- 埼玉県立菖蒲高等学校
- 埼玉県立栗橋高等学校 - 埼玉県立北川辺高等学校と再編統合し、埼玉県立栗橋北彩高等学校が新設された。
- 久喜市立江面第一小学校
- 久喜市立江面第二小学校
- 久喜市立菖蒲中学校（旧）
- 久喜市立菖蒲南中学校

#### 学校教育以外の施設
児童福祉施設（保育所）
- エンゼル保育園（夢川学園）
- キンダーナーサリー久喜園
- あおば保育園
- さくら保育園
- すみれ保育園
- 中央保育園
- 中央保育園分園
- ひまわり保育園
- 春洋会
- たから保育園
- はるみ保育園
- 保育室はなはな
- めばえ保育園
- 夜間託児ルームナースリーくき
- ゆり保育園

学童福祉施設
- あおげわくわくクラブ（青毛小学校内）
- あおばっこクラブ（青葉小学校内）
- つばめクラブ（太田小学校内）
- さくらっこクラブ（久喜東小学校内）
- たんぽぽクラブ（本町小学校内）
- 北斗キッズクラブ（久喜北小学校内）
- 菖蒲東学童クラブ（菖蒲東小学校内）
- 菖蒲学童クラブ（菖蒲小学校内）
- 小林・栢間学童クラブ（栢間小学校・小林小学校内）
- 三箇学童クラブ（三箇小学校内）
- くりっ子放課後児童クラブ（栗橋小学校内）
- こどもむら学童クラブen-college（栗橋小学校内）
- 風の子学童保育クラブ（栗橋南小学校内）
- 風の子南学童保育クラブ（栗橋南小学校内）
- しずか学童クラブ（栗橋西小学校内）
- 鷲宮学童クラブ（鷲宮小学校・上内小学校内）
- 東鷲宮学童クラブ（東鷲宮小学校内）
- 鷲宮中央学童クラブ（砂原小学校内）
- 桜田小学校学童クラブ（桜田小学校）

### 文化施設・体育施設など
- 久喜総合文化会館
- 久喜市栗橋文化会館（イリス）
- 久喜市菖蒲文化会館（アミーゴ）
- 久喜市総合運動公園
- 久喜菖蒲公園
- 清久公園
- 青葉グラウンド
- ふれあいセンター久喜
- 久喜市中央公民館
- 久喜市立東公民館
- 青葉公民館
- 栗橋公民館
- 栗橋いきいき活動センターしずか館
- 清久コミュニティセンター・西公民館
- 栗橋コミュニティセンター・栗橋地域子育て支援センター（くぷる）
- 久喜市総合体育館
- 勤労者福祉センター
- 江面農村センター
- 栗原記念会館
- 花みずき会館
- 久喜市民プール
- 東町集会所
- 太田集会所
- 本町集会所
- 野久喜集会所
- 栗原記念会館
- 花みずき会館
- 地域交流センター
- 勤労福祉センター
- 市営釣場清久大池
- 市営釣場清久西池
- ふるさと農園久喜緑風館
- 久喜市公文書館
- 久喜市栗橋B＆G海洋センター

図書館
- 埼玉県立久喜図書館
- 久喜市立図書館
- 久喜市立中央図書館
- 久喜市立鷲宮図書館
- 久喜市立菖蒲図書館
- 久喜市栗橋文化会館図書室
- 久喜市立郷土資料館

保健・福祉施設
- 保健センター
- 休日夜間急患診療所
- 養護老人ホーム偕楽荘
- 養護老人ホーム鶴寿荘
- 特別養護老人ホーム久喜の里
- ふれあいセンター久喜
- 児童センター
- 地域子育て支援センター「ぽかぽか」
- 心身障害児簡易通園施設「のぞみ園」
- 知的障害者更生施設久喜市いちょうの木
- 久喜市けやきの木共同作業所
- くきファミリー・サポート・センター
- 久喜市中央地域包括支援センター
- 久喜市東地域包括支援センター
- 高齢者福祉センター「いきいき温泉久喜」
- 児童館

### 公園
- 御陣山児童遊園
- 香取公園
- 青葉公園
- エンゼル公園
- 古久喜公園
- 吉羽公園
- 吉羽大橋公園
- 久喜菖蒲公園
- 清久公園
- 弦代公園
- 沼井公園
- しらさぎ公園
- 鎮守の森公園
- 福祉健康の森健康公園
- あやめ公園
- しょうぶの梨100年記念園
- 太鼓田公園
- 権現堂公園
- 南栗橋近隣公園

### 警察
- 久喜警察署（旧久喜市・旧菖蒲町・旧鷲宮町の区域を管轄）
  - 久喜駅東口交番
  - 久喜駅西口交番
  - 菖蒲交番
- 東鷲宮交番
- 小林駐在所
- 幸手警察署（旧栗橋町の区域および幸手市を管轄）
  - 栗橋交番
  - 南栗橋交番

### 消防
- 埼玉東部消防組合
  - 久喜消防署
    - 久喜東分署
- 鷲宮分署
- 菖蒲分署
- 栗橋分署
- 久喜市消防団

### その他官公署
裁判所
- さいたま家庭裁判所久喜出張所
- 久喜簡易裁判所

国の機関
- 久喜区検察庁（業務はさいたま区検察庁内で行っている）
- さいたま地方法務局久喜支局
- 国土交通省関東地方整備局利根川上流河川事務所

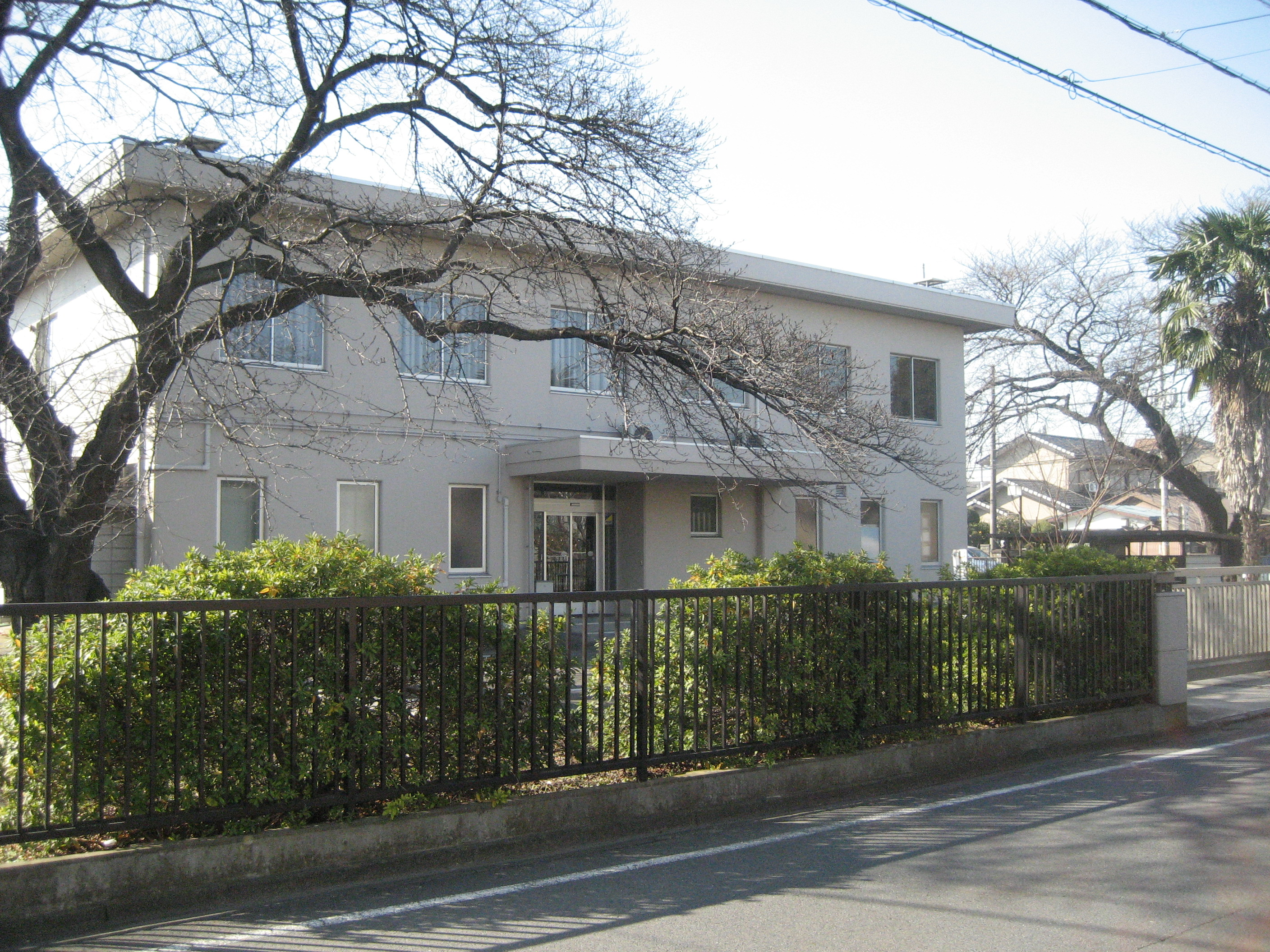
久喜簡易裁判所
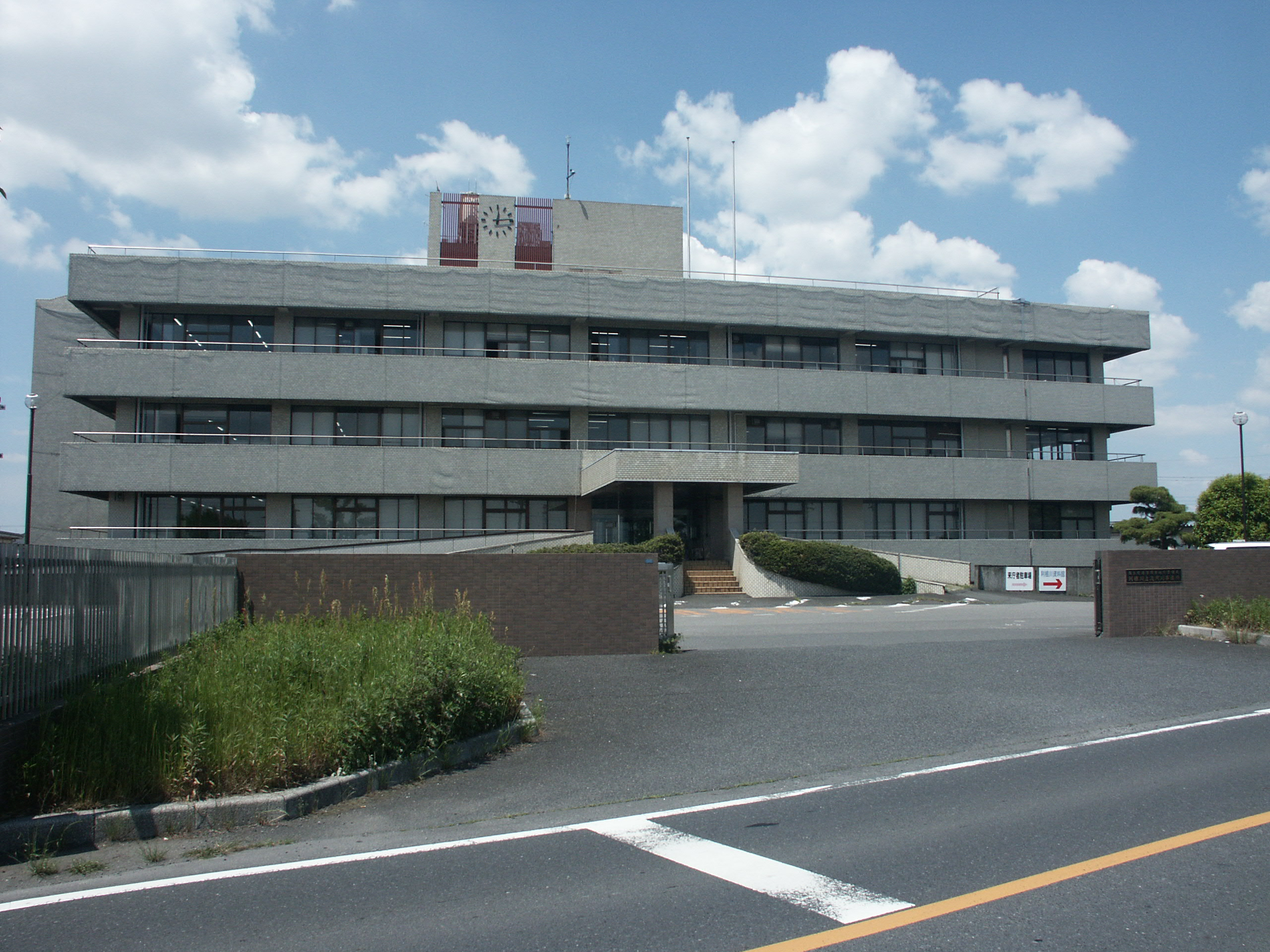
国土交通省利根川上流河川事務所

県の機関
- 埼玉県農業技術研究センター久喜試験場
- 利根地域療育センター

### 文化芸能
- 新久喜音頭 - 主に久喜地区の盆踊りで用いられる曲・舞踊である。久喜区域の小学校の運動会にも用いられる。
- 喜びの街 - 1971年（昭和46年）10月1日制定の旧久喜市の市民歌。作詞・宮沢章二、作曲・山路進一。

上記二種は、1971年（昭和46年）の旧久喜市の市制施行に伴い発表された。
- 久喜すこやかかるた - 旧久喜市の小学校・中学校で用いられ、旧久喜市主催のかるた大会で利用されてきた。大会は小学生の部・中学生の部などいくつかの部門がある。

### 郵政
郵便番号は久喜区域が「346-00xx」、菖蒲区域が「346-01xx」、栗橋区域が「349-11xx」、鷲宮区域が「340-02xx」である。
- 久喜郵便局 - 久喜地区・菖蒲地区・鷲宮地区の集配を担当
- 栗橋郵便局 - 栗橋地区および加須市一部地域の集配を担当

### 自動車ナンバー
- 埼玉運輸支局春日部自動車検査登録事務所の管轄で、春日部ナンバーとなっている。菖蒲地区は1975年（昭和50年）から合併前までは大宮ナンバーのエリアだった。

## 交通

### 鉄道路線

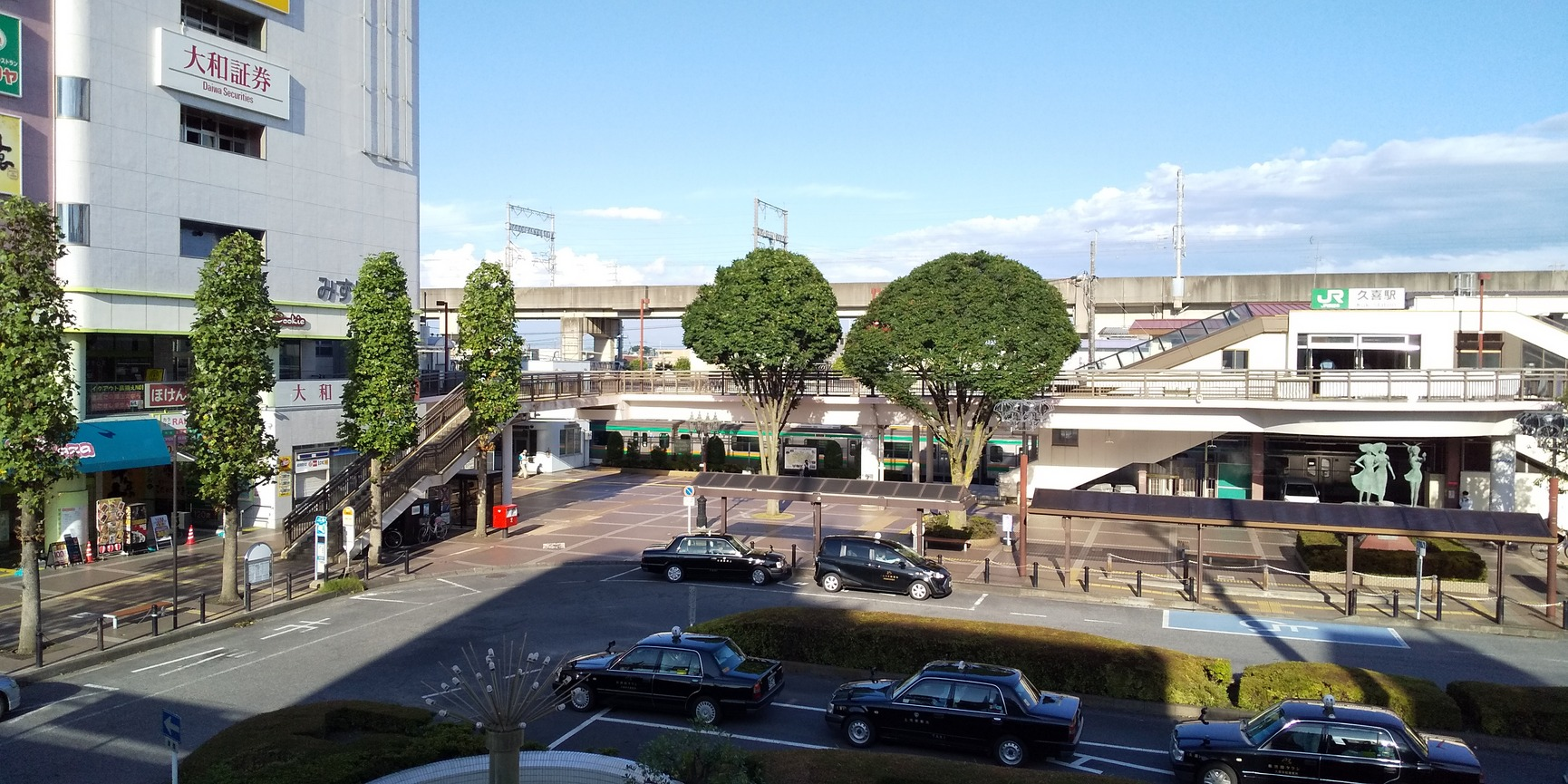
久喜駅（2020年10月）

東日本旅客鉄道（JR東日本）
 宇都宮線（東北本線）・■上野東京ライン・ 湘南新宿ライン
- - 久喜駅 - 東鷲宮駅 - 栗橋駅 -

東武鉄道
 伊勢崎線
- - 久喜駅 - 鷲宮駅

 日光線
- - 南栗橋駅 - 栗橋駅

#### 未成線
- 東京日光電鉄：巣鴨から途中岩槻駅、栗橋駅、栃木駅、宇都宮駅を経由して日光まで計画した鉄道

### 路線バス
- 朝日自動車：久喜駅東口から久喜青葉団地方面を、菖蒲地区より久喜駅西口・桶川駅・白岡駅・蓮田駅を、東鷲宮駅西口・鷲宮駅東口から加須市豊野台方面をそれぞれ結ぶ。
- 大和観光自動車（大和バス）：久喜駅西口から久喜菖蒲工業団地、清久工業団地を結ぶ。送迎バスから路線バスに参入。
- 古河市循環バスぐるりん号[24]：栗橋駅東口から利根川を超え、茨城県古河市の古河駅を結ぶ。
- 五霞町コミュニティ交通「ごかりん号」 （運行は朝日自動車久喜営業所）
  - 南栗橋駅 - 五霞町役場前 - 五霞・江川本村
  - ベイシア栗橋店 - 南栗橋駅 - 五霞町役場入口 - 元栗橋池成 - 童夢公園前 - 辰堂 - 道の駅ごか - 五霞・江川本村
- 中田商会（中田観光バス）東鷲宮駅西口からアリオ鷲宮、東口から幸手市香日向方面を結ぶ。現在、香日向方面は運行休止中だが、事実上の廃止状態にある。
- 久喜市内循環バス：33人乗り小型ノンステップバス（CNGガス車）で7路線を運行。運行日は月曜から土曜。久喜駅の東西両口に路線がある。2003年（平成15年）に他の2社の路線とあわせて再編され、市内を網羅する路線網となった。また、運行委託先が協同観光バスとなった。

### 深夜急行バス
- 「ミッドナイトアロー久喜号」（東武バスセントラル）
  - 京成上野駅・北千住駅・新越谷駅→久喜駅西口
- 「ミッドナイトアロー蓮田・久喜号」（国際興業バス）
  - 大宮駅東口→蓮田駅西口・久喜駅西口

### 高速バス
- 夜行高速バス「とちの木号」（関東自動車、近鉄バス）
  - 宇都宮・栃木・久喜駅 - 京都・大阪[25][26][27]
- 夜行高速バス「ミルキーウェイエクスプレス」（さくら観光バス）
  - 久喜市菖蒲バスターミナル・久喜駅・大宮・東京駅 - 大阪[28]

### タクシー
タクシーの営業区域は県南東部交通圏で、春日部市・草加市・越谷市・八潮市・幸手市などと同じエリアとなっている。

### 道路
高速道路
- E4東北自動車道
  - (3-2) 久喜白岡ジャンクション - (4) 久喜インターチェンジ
- 首都圏中央連絡自動車道
  - 菖蒲パーキングエリア - 白岡菖蒲インターチェンジ - 久喜白岡ジャンクション

一般国道
- 国道4号
- 国道122号騎西菖蒲バイパス
- 国道125号
- 首都圏中央連絡自動車道は国道468号である。

県道
- 主要地方道
  - 埼玉県道3号さいたま栗橋線
  - 埼玉県道12号川越栗橋線
  - 埼玉県道60号羽生外野栗橋線
  - 埼玉県道77号行田蓮田線
  - 埼玉県道78号春日部菖蒲線
  - 埼玉県道84号羽生栗橋線
  - 埼玉県道85号春日部久喜線
  - 埼玉県道87号上尾久喜線
- 一般県道
  - 埼玉県道146号六万部久喜停車場線
  - 埼玉県道147号栗橋停車場線
  - 埼玉県道151号久喜騎西線
  - 埼玉県道152号加須幸手線
  - 埼玉県道153号幸手久喜線
  - 埼玉県道162号蓮田白岡久喜線
  - 埼玉県道・茨城県道268号西関宿栗橋線
  - 埼玉県道310号笠原菖蒲線
  - 埼玉県道312号下石戸上菖蒲線
  - 埼玉県道313号北根菖蒲線
  - 埼玉県道316号阿佐間幸手線
  - 埼玉県道396号下早見菖蒲線
  - 埼玉県道410号鷲宮停車場線
- 農道
  - 南北埼広域農道

## 観光など

### 寺社
- 甘棠院
- 光明寺
- 薬師堂
- 天王院
- 済興寺
- 八雲神社
- 千勝神社（本町）
- 御嶽神社（本町）
- 稲荷木社
- 御陣山神社
- 愛宕神社
- 御嶽神社（南）
- 千勝社（上早見）
- 護摩山常樂寺（新義真言宗智山派）
- 大日堂
- 五柱神社（青毛神社）
- 諏訪神社
- 太田神社
- 千勝神社
- 吉羽天満宮（天神社）
- 永勝寺
- 神明神社
- 鷲宮神社
- 香取神社（上川崎）
- 香取神社（外野）

### 史跡・保存樹木
- 御陣山遺跡
- 光明寺遺跡
- 道合遺跡
- 高輪寺遺跡
- 平沼遺跡
- 琵琶溜井
- 川瀬家のイヌマキ
- 青毛のハンノキ並木（ふれあいセンター久喜北側）
- 静御前の墓

### 祭事
- 久喜の提灯祭り・天王様（西口、7月12日・18日）
旧久喜町の鎮守である八雲神社の祭礼。天明3年（1783年）の浅間山の大噴火で作物が全滅したことから、豊作を祈願したのが始まり。7町内から6台の山車が繰り出され、昼間は歴史上の人物の人形を山車の上に飾り立てて、夜は人形を取り外し、山車の四面に約500個の提燈を飾りつけ、関東一とも言われる提燈山車が引き回される。
- 夏の商工祭り（西口、7月下旬）
- 久喜市民祭り（西口、10月中旬）
- 七夕祭り（東口、8月7日）
- 青葉さくらまつり
- 古久喜の獅子舞（ささら） - 毎年7月25日に古久喜・太田神社に奉納される獅子舞。
- 天神社の獅子舞 - 吉羽天満宮にて7月下旬に行われる。
- 上清久の天王様（上清久の提灯祭り）
- 久喜れんげ祭り（4月29日）
- 除堀の獅子舞（おしっさま、ささら） - 毎年4月19日に除堀の久伊豆神社奉納される獅子舞（市指定無形民俗文化財）。
- 鷲宮催馬楽神楽（国の重要無形民俗文化財）（7月31日） 鷲宮神社
- 土師祭（鷲宮地区）
- 八坂祭（鷲宮地区）
- くりはし夏祭り（天王様大祭）
- 豊田ふるさと祭り（旧南栗橋ふるさと祭り区）
- 赤花そば祭り（栗橋地区）

### その他
- 来久ちゃん（久喜市商工会のマスコットキャラ）[29] - 久喜の提灯祭りの提灯と久喜の木であるイチョウがモチーフ[30]。
- かがみん（久喜市商工会鷲宮支所のマスコットキャラ） - 『らき☆すた』の登場人物、柊かがみがモデル。
- 栗橋みなみ（久喜市商工会栗橋支所のマスコットキャラ） - 『鉄道むすめ』のキャラクター、栗橋みなみがモデル[31]。
- しょうぶパン鬼ー（久喜市商工会菖蒲支所のマスコットキャラ） - 菖蒲町時代に制定。菖蒲城址あやめ園の花菖蒲がモチーフ。

## 出身人物

### スポーツ
- 柚木秀夫 - 元プロ野球選手（南海、巨人）
- 西谷尚徳 - 元プロ野球選手（楽天、阪神内野手）
- 高柳出己 - 元プロ野球選手
- 津田琢磨 - 元プロサッカー選手（ヴァンフォーレ甲府）
- 石堂和人 - 元サッカー選手（福島ユナイテッドFC）
- 高橋昂也 - プロ野球選手・広島東洋カープ
- 関根幸太朗 - プロボクサー
- 針谷岳晃 - サッカー選手（ジュビロ磐田）

### 文化
- 戸賀崎暉芳 - 江戸時代の剣術家（神道無念流剣術）
- 五十嵐八五郎 - 日本の「梨栽培の祖」
- 本多静六 - 林学者、日本の「公園の父」
- 折原一 - 作家
- 森多ヒロ - 漫画家

### 芸能
- 市川美織 - タレント、女優、元アイドル（AKB48・NMB48）。くき親善大使。
- 鈴木まりや - タレント、元アイドル（AKB48・SNH48、SAISON）
- 山田野絵 - 元アイドル（NGT48）
- ふづき美世 - 元宝塚歌劇団女優
- 佐伯成美（小出華津） - 女優
- 阿見201 - 俳優、元お笑い芸人（デコボコ団）
- 大輪教授 - 元お笑い芸人、構成作家
- 武重聖一 - 俳優
- 西谷有統 - 元俳優
- 久喜なほ - アイドル（#Mooove!）

### 放送
- 岡安譲 - 関西テレビ放送アナウンサー
- 早川美幸 - 元静岡第一テレビアナウンサー
- 尾山憲一 - 元読売テレビアナウンサー
- 小林孝司 - NHKアナウンサー
- 小山瑶 - フリーアナウンサー、元テレビユー山形アナウンサー
- 高柳進哉 - 放送作家

## ゆかりの人物
- 池田昌広 - プロサッカー選手（奈良クラブ）
- 中島敦 - 作家。1歳のとき生母が死去し、2歳から6歳までの間を祖父・中島撫山のもとで養育される。
- 森山周一郎 - 俳優。出身は愛知県だが、久喜市に在住している。
- 安岡優 - 歌手（ゴスペラーズ）。出身は福岡県福岡市東区。市立青葉小・久喜東中の出身。久喜市合併5周年記念式典にて久喜初の親善大使に就任[32]。
- 中島撫山 - 作家・中島敦の祖父で、漢学者。江戸生まれだが久喜地区に在住し、同地内に漢学塾幸魂教舎を開く。本町一丁目の光明寺に墓がある。
- 濱梨花枝 - 歌人、作詞家
- 川内優輝 - 陸上競技選手（長距離走・マラソン）。元埼玉県地方公務員（埼玉県庁職員）→プロランナー（生まれは東京都世田谷区だが、小学生時より鷲宮地区在住）。くき親善大使。
- 川内鮮輝 - 陸上競技選手（長距離走・マラソン・ウルトラマラソン）。優輝の長弟。プロランナーから現在は東京都国分寺市職員（生まれは東京都世田谷区だが、優輝と同じ時期より鷲宮地区在住）。
- 川内鴻輝 - 陸上競技選手（長距離走・マラソン）。優輝の次弟。現在は久喜市議会議員（生まれは東京都世田谷区だが、優輝と同じ時期より鷲宮地区在住）。
- ダニエル太郎 - テニス選手。出身はアメリカ合衆国だが、市立太田小卒業[33]。
- タケカワユキヒデ - シンガーソングライター、作詞・作曲家、作家。出身はさいたま市だが、2012年（平成24年）に市の歌「笑顔のまち永遠なれ」を作曲。くき親善大使。
- 才木玲佳 - アイドル、プロレスラー。親族が久喜市在住で幼い頃より天王様など久喜の祭りに親しむ。くき親善大使。
- 福原香織 - 声優（千葉県出身）。鷲宮地区が舞台の一つとなった漫画・アニメ『らき☆すた』の柊つかさ役。くき親善大使。